# Liste der Bischöfe von Bova
Das Bistum Bova wird im 11. und 12. Jahrhundert in den Notitiae episcopatuum gemeinsam mit Oppido und Tres Tabernae (später Catanzaro) als Suffragan von Reggio Calabria erwähnt. Bis 1573 gehörte Bova dem griechischen Ritus an, daher waren die Bischöfe in der Regel Angehörige der griechischen Sprachgruppe.
Die folgenden Personen waren Bischöfe von Bova (Italien):
- 1094–1125? Lukas, vermutlich auch als Bischof für die griechischen Gläubigen der Erzdiözese Reggio zuständig
- 1222         Stephanus
- 1227         Arsenius
- 1269         A. ?
- 1291–1298  Cyprianus
- 1305      Lukas II.
- 1341      Blasius
- 1342      Nikolaus
- 1343      Andreas
- 1357      Nikodemus
- 1364      Basilios
- 1364      Erasmus
- 1372      Wilhelm
- 1405      Stephan
- 1410–1414  Walter
- 1414–1424  Petrus von Bova
- 1424–1425  Matteo della Scaglia aus Agrigent OESA
- 1425–1435  Filippo Castelfario
- 1435      Agostino Campello OESA
- 1435–1441  Sancius, Bischof von Minervino
- 1441–1483  Jakob aus Seminara
- 1483–1523  Proculo Correale
- 1523      Kardinal Francesco Orsini
- 1524      Donato Correale
- 1546–1570  Achille Branda
- 1571–1577  Giulio Stauriano OP
- 1577–1586  Marcelle Franco
- 1587–1592  Tolomeo Corsini
- 1592–1622  Giovanni Camerota
- 1627–1646  Fabio Olivadisio
- 1646–1656  Martino Megale di S. Severina
- 1657–1669  Bernardino Aragona
- 1669–1699  Marcantonio Contestabile
- 1699–1714  Antonio Gaudiosi di S. Marco
- 1778–1729  Paolo Stabile
- 1729–1731  Giuseppe Barone
- 1731–1735  Tommaso Mellina
- 1735–1752  Domenico Marzano
- 1752–1764  Stefano Morabito
- 1764–1791  Antonio Spedalieri
- 1792–1802  Giuseppe Martini
- 1818–1824  Nicola Maria Laudisio
- 1824–1830  Giovanni Cordone
- 1832–1834  Giuseppe Maria Giove
- 1835–1849  Vincenzo Rozzolino
- 1849–1850  Pasquale Taccone
- 1851–1856  Raffaele Ferrigno Napolitano
- 1856–1870  Dalmazio D’Andrea dei
- 1871–1877  Antonio Piterà
- 1877–1895  Nicola De Simone
- 1895–1899  Raffaele Rossi
- 1900–1914  Domenico Pugliatti
- 1915–1921  Paolo Albera
- 1922–1929  Andrea Taccone (auch Bischof von Ruvo und Bitonto)
- 1929–1933  Carmelo Pujia
- 1933–1939  Giuseppe Cognata, SDB
- 1940–1943  Enrico Montalbetti
- 1943–1950  Antonio Lanza
- 1950–1960  Giovanni Ferro, C.R.S.
- 1960–1962  Giuseppe Lenotti (auch Bischof von Foggia)
- 1962–1966  Aurelio Sorrentino (auch Bischof von Potenza)
- 1973–1977  Giovanni Ferro, C.R.S. ein weiteres Mal
- 1977–1986  Aurelio Sorrentino (auch Erzbischof von Reggio Calabria)

Fortführung unter Liste der Erzbischöfe von Reggio Calabria